# JeA
Kim Hyo-jin (hangul: 김효진; hanja: 金孝珍; rr: Gim Hyo-jin; MR: Kim Hyo-chin; nascida em 18 de setembro de 1981), mais conhecida pelo nome artístico JeA (hangul: 제아) é uma cantora e compositora sul-coreana. Ficou mais popularmente conhecida por ser integrante do grupo feminino Brown Eyed Girls. Como artista solo, ela lançou diversas faixas sonoras.

## Carreira

### Antes da estreia
Antes de estrear como integrante do Brown Eyed Girls, JeA (então conhecida por seu nome de nascimento Kim Hyo Jin) era membro de um grupo 3Point e já havia cantado trilhas sonoras originais.

### Brown Eyed Girls
JeA é responsável pela criação do Brown Eyed Girls e participou ativamente da seleção dos outros membros além de si mesma. Os quatro membros (JeA, Narsha, Gain e Miryo) realizaram vários pequenos shows sob o nome "Crescendo" antes de estrear oficialmente como Brown Eyed Girls em 2006. JeA é líder e vocalista principal do grupo.

### Carreira individual
JeA lançou seu primeiro álbum solo, Just JeA,apenas em 2013. Ela foi a última dos membros da Brown Eyed Girls a lançar um álbum solo. Além de ser cantora, ela também é compositora e produtora. Ela expandiu seu currículo tentando sua mão em produzir com o The Original e o álbum solo de Brown Eyed Girls.

## Composições
JeA é uma compositora ávida, e tem escrito muitas canções para si mesma, Brown Eyed Girls e outros artistas.

### Lista de canções escritas por JeA
| Ano  | Artista(s)       | Título                                        | Letra | Composição |
| ---- | ---------------- | --------------------------------------------- | ----- | ---------- |
| 2006 | Brown Eyed Girls | "Far Away (feat. MC Mong)"                    | Sim   | Não        |
| 2007 | Brown Eyed Girls | "최면" (Hypnosis)                             | Não   | Sim        |
| 2009 | Brown Eyed Girls | "잘할게요" (JeA's Wedding Song)               | Sim   | Sim        |
| 2009 | Gain, Jo Kwon    | "우리 사랑하게 됐어요" (We Fell In Love)      | Não   | Sim        |
| 2010 | Miryo, JeA       | "Love Is..."                                  | Não   | Sim        |
| 2011 | Brown Eyed Girls | "불편한 진실" (An Inconvenient Truth)         | Sim   | Sim        |
| 2012 | Brown Eyed Girls | "한 여름 밤의 꿈" (A Midsummer Night's Dream) | Não   | Sim        |
| 2012 | B1A4             | "Be My Girl (Jinyoung solo)"                  | Sim   | Sim        |
| 2013 | JeA              | "안아보자 (feat. Jeong Yeop)" (Let's Hug)     | Não   | Sim        |
| 2013 | Ailee            | "열애설" (Scandal)                            | Não   | Sim        |
| 2013 | Brown Eyed Girls | "After Club"                                  | Não   | Sim        |
| 2013 | Brown Eyed Girls | "날아갈래" (I'm Going to Fly)                 | Não   | Sim        |
| 2013 | Brown Eyed Girls | "Kill Bill"                                   | Não   | Sim        |
| 2013 | M&N              | "오늘밤" (Tonight)                            | Não   | Sim        |

## Discografia

### Álbuns
| Título   | Detalhes do álbum                                                                             | Melhores posições nas paradas | Melhores posições nas paradas | Vendas        |
| Título   | Detalhes do álbum                                                                             | KOR Weekly                    | KOR Monthly                   | Vendas        |
| -------- | --------------------------------------------------------------------------------------------- | ----------------------------- | ----------------------------- | ------------- |
| Just JeA | - Lançamento: 4 de janeiro de 2013 - Gravadora: Nega Network - Formatos: CD, Digital download | 4                             | 18                            | - KOR: 3,787+ |

### Singles
| Ano  | Título                                                    | Melhores posições nas paradas | Melhores posições nas paradas | Álbum    |
| Ano  | Título                                                    | KOR Gaon                      | KOR Billboard                 | Álbum    |
| ---- | --------------------------------------------------------- | ----------------------------- | ----------------------------- | -------- |
| 2010 | "Because You Sting" (니가 따끔거려서) (com G.O do MBLAQ)  | 12                            | —                             | -        |
| 2012 | "Let's Hug" (안아보자) (com Jeong Yeop do Browneyed Soul) | 5                             | 5                             | Just JeA |
| 2013 | "While You're Sleeping" (그대가 잠든 사이)                | 28                            | 36                            | Just JeA |
| 2016 | "Bad Girl" (나쁜 여자) (com Jeong Yeop do Browneyed Soul) | —                             | —                             | –        |
| 2016 | "Winter, It's You" (겨울 너야)                            | —                             | —                             | –        |

### Colaborações
| Ano  | Artista               | Título                                                                  | Álbum                  |
| ---- | --------------------- | ----------------------------------------------------------------------- | ---------------------- |
| 2006 | JeA & Yeonji (SeeYa)  | "The Day"                                                               | To My Lover            |
| 2006 | JeA & Yeonji (SeeYa)  | "Love" (정)                                                             | To My Lover            |
| 2009 | Someday               | "Did You Know (Duet Ver.)" (알고 있나요) (Someday ft. JeA)              | Ties (인연)            |
| 2010 | Cho PD                | "La La Land" (랄라랜드) (Cho PD feat. Narsha e JeA do Brown Eyed Girls) | –                      |
| 2010 | Brown Eyed Girls      | "Love Is..." (JeA & Miryo)                                              | SIGN (Japanese single) |
| 2010 | Film (Film Rattapoom) | "Face 2 Face" (Film ft. JeA)                                            | Climax                 |
| 2012 | B1A4                  | "Be My Girl" (Jinyoung solo - feat. JeA do Brown Eyed Girls)            | In the Wind            |

### OST

#### como Kim Hyo-jin
| Ano  | Título                                                         | Drama/Filme              |
| ---- | -------------------------------------------------------------- | ------------------------ |
| 2003 | "Please Stay By My Side" (내 곁에 남아달라고) (com Guk Tae Ha) | Escape from Unemployment |
| 2003 | "I Told You I Love You" (사랑한다고 말했잖아요)                | Bodyguard                |
| 2003 | "Invisible Love" (보이지 않는 사랑)                            | Garden of Eve            |
| 2004 | "Feeling of Love" (사랑느낌)                                   | Lovers in Paris          |

#### como H.J
| Ano  | Título          | Drama/Filme    |
| ---- | --------------- | -------------- |
| 2006 | "Prayer" (기도) | Tree of Heaven |

#### como JeA do Brown Eyed Girls
| Ano  | Título                                              | Drama/Filme              |
| ---- | --------------------------------------------------- | ------------------------ |
| 2007 | "Have Sorrow" (애상가)                              | The King and I           |
| 2008 | "Hateful Love" (미운 사랑) (with Black Pearl)       | East of Eden             |
| 2008 | "Much Love" (다애/多愛)                             | The Kingdom of The Winds |
| 2010 | "Harmony" (하모니) (com Lee Young Hyun do Big Mama) | Harmony                  |
| 2010 | "Stray Child" (미아)                                | The Slave Hunters        |
| 2010 | "Poison"                                            | The Fugitive: Plan B     |
| 2011 | "Fool For You" (그대 바보)                          | Padam Padam              |
| 2012 | "Because of You" (너 때문에)                        | History of a Salaryman   |
| 2013 | "Secret Note" (비밀노트)                            | When a Man Falls in Love |
| 2016 | "Want it" (원해)(with ZoPD)                         | Sweet Stranger and Me    |

## Filmografia

### Shows de variedades
| Ano  | Título              | Emissora | Notas                                                      |
| ---- | ------------------- | -------- | ---------------------------------------------------------- |
| 2015 | Hello Counselor     | KBS2     | Episódio 249 (com Brown Eyed Girls)                        |
| 2016 | Produce 101         | Mnet     | Treinadora                                                 |
| 2016 | Happy Together      | KBS2     | Episódio 453                                               |
| 2016 | King of Mask Singer | MBC      | Concorrente como "Bangkok Friends Fan" (episódios 69 e 70) |
| 2016 | Girl Spirit         | JTBC     | Episódios 8                                                |